# Kurt Goldammer
Kurt Goldammer (* 20. Januar 1916 in Berlin; † 7. Februar 1997 in Amöneburg) war ein deutscher Religionswissenschaftler und Paracelsus-Forscher.

## Wirken
Kurt Goldammer studierte von 1935 bis 1939 evangelische Theologie, Kunstgeschichte und Archäologie, allgemeine Religionsgeschichte und Philosophie in Leipzig, Marburg, Tübingen und Zürich. Er wurde 1939 bei Friedrich Heiler zum Dr. phil. promoviert und habilitierte sich 1946.

### Religionswissenschaft
Nach jahrelanger Tätigkeit im Kirchendienst avancierte er seit Heilers Rückkehr zur Theologie zu dessen indirektem Nachfolger als Religionswissenschaftler an der Philipps-Universität Marburg. Er führte durch universitätspolitische Veränderungen hindurch Heilers religionswissenschaftliche Arbeit fort und etablierte das Fach, als er während der Hochschulreform der 1970er Jahre zum Professor ernannt wurde und danach das Seminar für Religionswissenschaft der Philipps-Universität leitete. Goldammer betrieb Religionswissenschaft viel deutlicher als Heiler als theologieunabhängige Kulturwissenschaft.
Mit Rudolf Otto, Friedrich Heiler und  Gustav Mensching zählt Goldammer zu den bedeutenden deutschen Religionsphänomenologen des 20. Jahrhunderts. Neben wichtigen Arbeiten zur Symbolik und Kunst sowie zur antiken Religiosität, richtete sich sein religionswissenschaftliches Interesse vor allem auf systematische, phänomenologische und methodologische Fragen.

### Paracelsus-Forschung
Goldammer veröffentlichte viele Aufsätze zu Paracelsus in den unterschiedlichsten Publikationen. Bereits 1941 wurde er Assistant in der Ausgabe der Theologischen Schriften von Paracelsus des Herausgebers Heinrich Bornkamm und übernahm 1953 als Hauptherausgeber, unterstützt durch den Germanisten Karl-Heinz Weimann (1922–2006). Seit 1953 war Goldammer Editionsleiter und Vorsitzender der Paracelsus-Kommission und für die Gesamtausgabe der theologischen und religionsphilosophischen Werke verantwortlich. Von den geplanten 14 Bänden der Paracelsus-Edition erschienen im Steiner Verlag nur sechs, ein Supplement und ein Registerband (1995).

## Auszeichnungen
- 1987 wurde er mit dem Bundesverdienstkreuz am Bande geehrt.
- 1997 Benennung eines Weges in Fellach.

## Schriften (Auswahl)
- Paracelsus-Studien, Klagenfurt 1954
- Die geistlichen Lehrer des Theophrastus Paracelsus. Zu Hohenheims Bildungserlebnis und zur geistigen Welt seiner Jugend. In: Carinthia. I. Abt. Mitteilungen des Geschichtsvereins für Kärnten. Band 147, 1957, S. 525–529.
- Die Formenwelt des Religiösen. Alfred Kröner Verlag, Stuttgart 1960
- Das Menschenbild des Paracelsus zwischen theologischer Tradition, Mythologie und Naturwissenschaft. In: Robert Müller, Johann Fischl (Hrsg.): Gestalt und Wirklichkeit. Festgabe für Ferdinand Weinhandl. Berlin 1967, S. 375–395.
- Rückblicke, Einblicke und Ausblicke. Einiges aus meinem Leben. In: Paracelsus, Werk und Wirkung. Festgabe für Kurt Goldammer zum 60. Geburtstag (= Salzburger Beiträge zur Paracelsusforschung. Folge 13). Verband der wissenschaftlichen Gesellschaften Österreichs, Wien 1975, S. 363–377.
- Krankheitsdiagnose als Existenzanalyse in religiöser Bildsprache. In: Christa Habrich, Frank Marguth, Jörn Henning Wolf (Hrsg.) unter Mitarbeit von Renate Wittern: Medizinische Diagnostik in Geschichte und Gegenwart. Festschrift für Heinz Goerke zum sechzigsten Geburtstag. München 1978 (= Neue Münchner Beiträge zur Geschichte der Medizin und Naturwissenschaften: Medizinhistorische Reihe. Band 7/8), ISBN 3-87239-046-5, S. 145–162.
- Die Astrologie im ärztlichen Denken des Paracelsus. Mit besonderer Berücksichtigung des Begriffs einer „natürlichen Magie“. In: Studia Leibnitiana. Sonderheft 7, 1978, S. 30–51.
- Paracelsus in der deutschen Romantik. Eine Untersuchung zur Geschichte der Paracelsus-Rezeption und zu den geistesgeschichtlichen Hintergründen der Romantik. Wien 1980 (= Salzburger Beiträge zur Paracelsusforschung. Band 20).
- Paracelsus in neuen Horizonten. Gesammelte Aufsätze (= Salzburger Beiträge zur Paracelsusforschung. Band 24). Wien 1986.
- als Hrsg.: Paracelsus, Vom Licht und der Natur des Geistes. Eine Auswahl. Reclam, 1984.
- Der göttliche Magier und die Magierin Natur : Religion, Naturmagie und die Anfänge der Naturwissenschaft vom Spätmittelalter bis zur Renaissance ; mit Beiträgen zum Magie-Verständnis des Paracelsus. Steiner, Stuttgart 1991
- als Hrsg.: Friedrich Heiler, Religionen der Menschheit. 6. Auflage. Reclam, 1999.